# Brazo Oriental

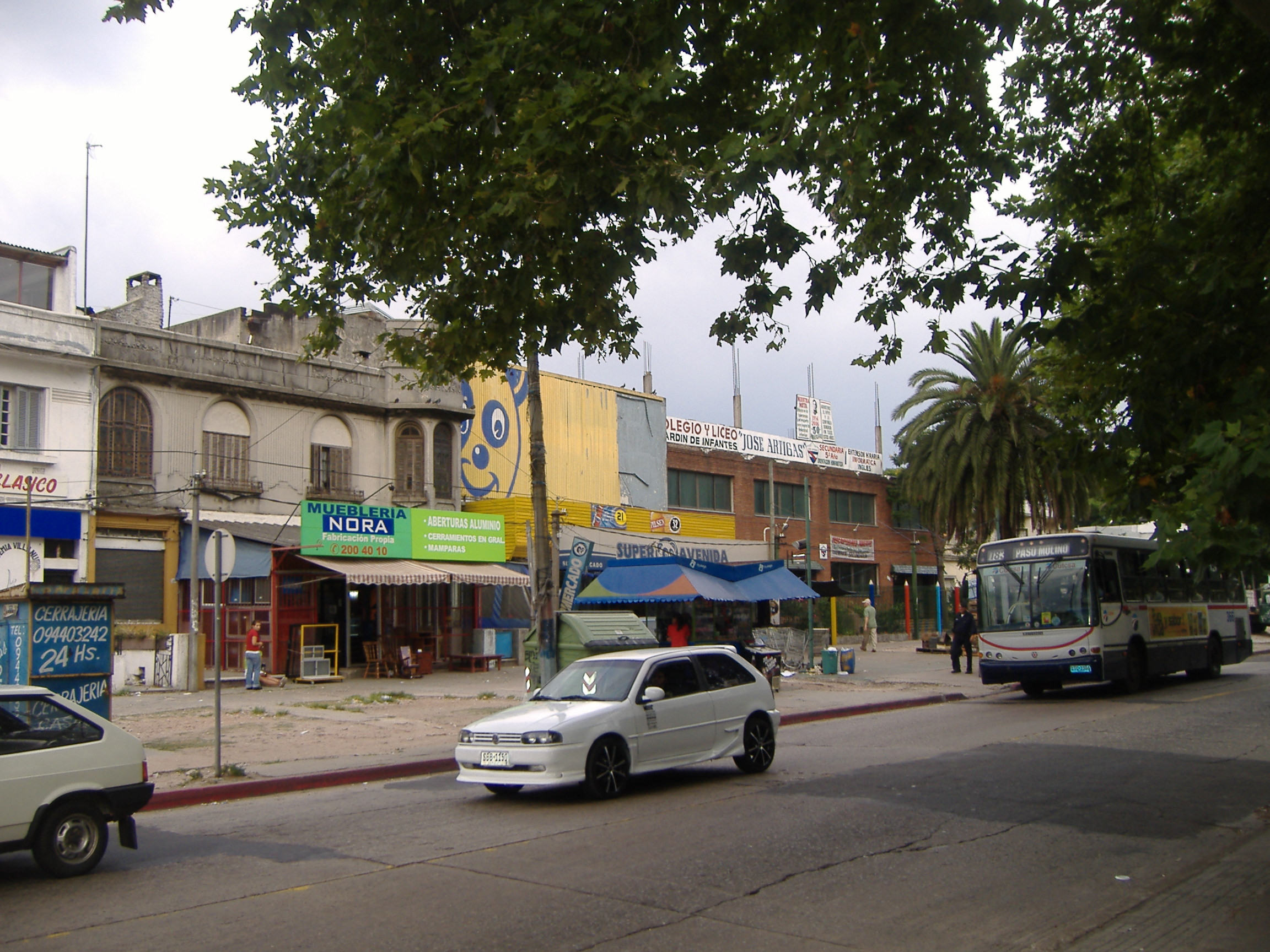
L'avinguda Luis Alberto de Herrera, a Brazo Oriental.

Brazo Oriental és un barri de Montevideo, la capital de l'Uruguai. És una zona residencial ubicada a 12 km del centre de la ciutat. Els límits d'aquest barri es troben marcats pel bulevard Artigas al sud, l'avinguda General Flores a l'est, l'avinguda Burgues a l'oest, i bulevard de José Batlle y Ordóñez al nord.
Els punts més destacats de Brazo Oriental són el Museu de la Casa de Luis Alberto de Herrera, líder històric del Partit Nacional (PN), l'Escola Superior de Comerç —Escuela Superior de Comercio— de la Universitat del Treball de l'Uruguai (UTU), i la seu del club de futbol de Colón.